# Phyllocnistis diaugella
Phyllocnistis diaugella là một loài bướm đêm thuộc họ Gracillariidae. Nó được tìm thấy ở New South Wales và Queensland.
Ấu trùng ăn Breynia species (bao gồm Breynia oblongifolia) và Euphorbia sparrmannii. Chúng có thể ăn lá nơi chúng làm tổ.